# Tal (retorik)

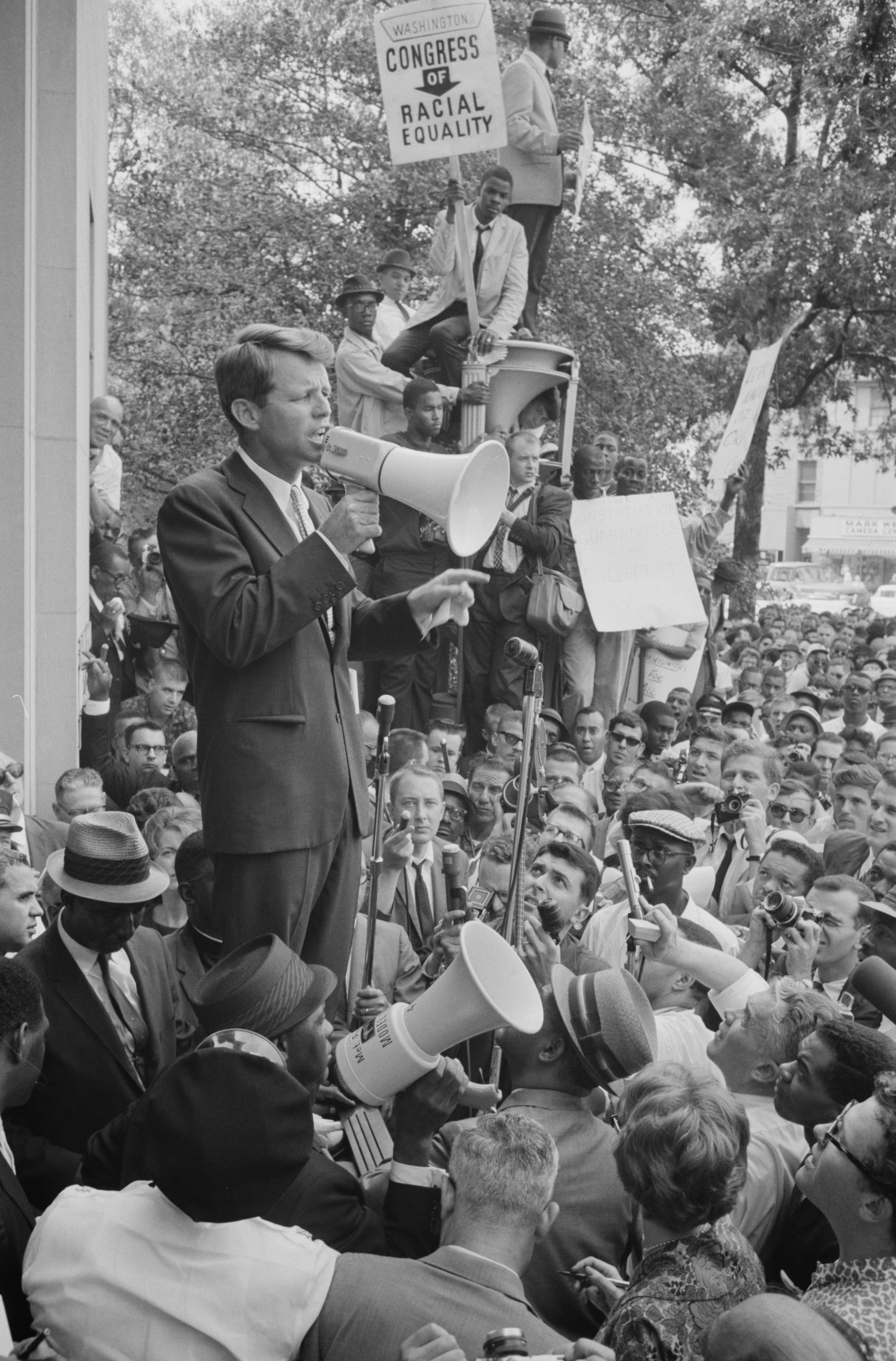
Robert F. Kennedy håller tal 1963.

Ett tal är ett offentligt anförande, där en person talar inför andra. Tal kan vara  improviserade eller mer eller mindre förberedda.
Tal hålls vid olika typer av tillfällen. Högtidstal är del av ceremonin vid många typer av festliga eller högtidliga middagar. Högtidstal kan vara tämligen institutionaliserade, såsom tal som tackar för maten, men också sakna förbestämt tema. Tal kan även hållas på gator och torg, i högtidliga eller politiska sammanhang.
Retorik har traditionellt sett benämnts konsten att tala, även om retoriken idag är en mycket mer omfattande vetenskap.
John F. Kennedys installationstal ("ask not what your country can do for you") samt Martin Luther Kings tal vid marschen till Washington för arbete och frihet ("I have a dream") anses av en del vara de bästa talen i historien.
Rädsla att tala inför andra kallas glossofobi.